# Астраханка (Астраханський район)
Астраха́нка (каз. Астраханка) — село, центр Астраханського району Акмолинської області Казахстану. Адміністративний центр Астраханського сільського округу.
Населення — 6070 осіб (2021; 6313 у 2009, 6566 у 1999, 7488 у 1989).
Національний склад станом на 1989 рік:
- росіяни — 33 %;
- німці — 32 %.